# Morfism
Inom kategoriteori, en abstrakt generalisering av många områden av matematiken, är morfismer eller morfier generaliseringar av funktioner. De har därför flera av de egenskaper som funktioner har, som att man kan bilda "sammansättningar" av morfismer på liknande sätt som funktionssammansättningar. I konkreta kategorier är också morfismer funktioner med vissa speciella egenskaper, men för kategorier i allmänhet behöver inte detta vara fallet.
Några exempel på morfismer är homomorfier från kategorierna som studeras i universell algebra (till exempel moduler, grupper och ringar), kontinuerliga funktioner mellan topologiska rum, element i en grupp då gruppen betraktas som en speciell slags kategori, kurvor i ett topologiskt rum (vilka bildar en  gruppoid), och funktorer mellan små kategorier.

## Sammansättningar och identiteter
Om X, Y och Z är objekt i en kategori, f är en morfism mellan X och Y, och g är en morfism mellan Y och Z, så finns en morfism mellan X och Z som betecknas g o f och kallas sammansättningen av g och f. Om kategorin är konkret, så är g o f funktionssammansättningen av g och f i vanlig mening. I vilket fall är morfismsammansättning associativ i samma mening som vanlig funktionssammansättning är det: Om f, g och h är morfismer sådana att sammansättningarna g o f och h o g är definierade, så är (h o g) o f = h o (g o f).
Varje objekt X i varje kategori har en identitetsmorfism idX vilken verkar som ett neutralt element under sammansättningsoperationen. Med andra ord är f o idX = f för varje morfism mellan X och något objekt Y, och idX o g = g för varje morfism mellan Y och X. Om kategorin är konkret, så är idX den vanliga identitetsavbildningen på X.

## Morfismer med särskilda egenskaper
I samtliga fall nedan används två namnformer, en kortare på -morfi och en längre på -morfism. Förleden används också ibland som adjektiv. Om f är en given morfism, så uttrycker följande tre utsagor samma sak: "f är en isomorfi", "f är en isomorfism", och "f är iso".
- Om f: X → Y och g: Y → X uppfyller f o g  =  idY, så kallas f för en vänsterinvers till g, och g för en högerinvers till f. Vidare säges ibland f vara en retraktion och g en sektion[förtydliga]. En morfism kan ha flera olika vänsterinverser, eller flera olika högerinverser, men man kan visa att om f både har en vänsterinvers och en högerinvers är de unika och lika.
- Om f både har en vänster- och en högerinvers är f en isomorfi. Med andra ord är morfismen f: X → Y iso, om det finns en morfism g: Y → X sådan att f o g  =  idY och g o f  =  idX. I så fall finns bara en sådan morfism g, och den kallas inversen till f, och är själv en isomorfi (med f som invers).  Två objekt kallas isomorfa, om det finns en isomorfi mellan dem.
- En morfism f: X → X är en endomorfi på X.
- En endomorfism som även är en isomorfi är en automorfi.
- Antag att för alla g: Y → Z, h: Y → Z och g o f  =  h o f, det alltid visar sig att g  =  h. Då är f en epimorfi. Varje retraktion är en epimorfi.
 En epimorfi med en högerinvers kallas en splittrad epimorfi.
- Antag att för alla g: W → X, h: W → X och f o g  =  f o h, det alltid visar sig att g  =  h. Då är f en monomorfi. Varje sektion är en monomori.
 En monomorfi med en vänsterinvers kallas en splittrad monomorfi.
- Om f är både en epimorfi och en monomorfi är f en bimorfi. Notera att inte varje bimorfi är en isomorfi! Däremot måste varje morfism som både är epi och en sektion, eller både är mono och en retraktion, vara iso.

- En homeomorfism är helt enkelt en isomorfi i kategorin av topologiska rum med kontinuerliga funktioner som morfismer.
- En diffeomorfism är helt enkelt en isomorfi i kategorin av släta mångfalder.